# O Escorpião Escarlate
O Escorpião Escarlate és una pel·lícula brasilera de 1990, una comèdia produïda i dirigida per Ivan Cardoso, basada en el serial radiofònic As aventuras do Anjo i O Escorpião Escarlate, aquesta última creada per Rubens Francisco Lucchetti, que també va guionitzar la pel·lícula. Distribuïda per Topázio Filmes amb banda sonora del mestre Júlio Medaglia i Gilberto Santeiro. El tema principal és interpretat pel grup João Penca e Seus Miquinhos Amestrados (que apareixen durant els títols finals). Números musicals amb Ivon Cury i Roberta Close.
L'octubre de 2015, el guionista Rubens Francisco Lucchetti va publicar la novel·lització O Escorpião Escarlate - O Roteiro Original de l'Editora Laços.

## Repartiment
- Andréa Beltrão … Glória Campos / Dóris
- Herson Capri … Álvaro Aguiar/Anjo
- Nuno Leal Maia … Guido Falcone
- Monique Evans … Madame Ming / locutora
- Susana Matos … Rita Mara / Dóris
- Cláudio Mamberti...Alfredo Máximo
- Isadora Ribeiro … Paula, model miga de Glória
- Leo Jaime … Jarbas/locutor (amb la veu doblada de Rodney Gomes)
- Mário Gomes … Airton Cartona, amant de Paula
- Roberta Close … Brigite
- Ivon Cury... ell mateix (es visible)
- Consuelo Leandro … La mare de Glória (aparició especial)
- Tião Macalé … Porter/Macário
- Zezé Macedo … Empleada domèstica que escolta la ràdio (participació especial)
- Wilson Grey … Lassale, el reporter
- Ankito...Campos, pare de Glória (participació especial)
- José Lewgoy...Locutor que interpreta l’inspector de policia (participació especial)
- Colé Santana...Metralha / Locutor
- Vanusa Spindler...còmplice d’Escorpião Escarlate
- Hélio Ary...patró de Glória
- Josi Campos
- Simone Carvalho
- Felipe Falcão
- Rafic Farah
- Carlos Imperial (participació especial)
- Carlos Machado (participació especial)
- Benê Nunes
- Nina de Pádua...locutora del patrocinador
- Carla Smith
- Sandro Solviatti
- Sílvio Navas...veu de Sapo Côxo

## Argument
A la dècada de 1950, la sèrie de ràdio de Rádio Nacional, "As Aventuras do Anjo", escrita i interpretada per Álvaro Aguiar, patrocinada pel desodorant "Cashmere Bouquet", va ser un gran èxit popular. Una de les grans aficionades va ser la dissenyadora Glória Campos, que a més d'escoltar la ràdio cada dia, també va recollir tot el que hi havia sobre Anjo, incloses les revistes del còmic. La trama del programa (mostrada en escenes en blanc i negre) girava al voltant de l'heroi Anjo, playboy milionari que lluitava contra el crim, amb l'ajuda dels seus empleats Metralha, el conductor Jarbas i Faísca. El seu major enemic era el misteriós "Escorpião Escarlate", aliat de la sàdica Madame Ming que torturava les seves víctimes al "Palácio dos Suplícios", i ajudat pels assassins Caveira e Sapo Côxo. En aquesta lluita és acompanyat per la periodista Dóris, que per aquesta feina es veu constantment amenaçada pels bandolers i recorre a la protecció d'Anjo. La Glória s'imagina sovint com la Dóris, vivint les mateixes aventures. Un dia, mentre anava al quiosc a comprar les revistes d'Anjo, la Glória llegeix els titulars dels diaris sobre un crim misteriós. De seguida la reconeix com una de les practicades a la ficció per Escorpião Escarlate i creu que algú està imitant el criminal a la vida real. Va a la policia, que no es creu la història. Però el periodista Lassale l'entrevista i es fa coneguda. El director de ràdio, Ângelo Máximo, decideix contractar la jove per participar en un nou programa ("O Clube do Anjo") i així compleix el seu gran desig, conèixer personalment el locutor Álvaro Aguiar. Tots dos s'enamoren, però el romanç es veu obstaculitzat per Escorpião Escarlate que, com en la ficció, sembla perseguir la parella.

## Producció
Inicialment, el guionista Rubens Francisco Lucchetti que també va escriure còmics i va escriure per a revistes pulp, tenia la intenció de retre homenatge a herois d'aquests mitjans com O Sombra i Morcego Negro. El nom O Escorpião Escarlate va ser extret d'una sèrie de ràdio creada per Lucchetti per ser el nom del vilà de la pel·lícula, inspirat en Doctor Fu Manxí de l'escriptor Sax Rohmer. L'escriptor va crear un heroi inspirat en els pulps, O Morcego, però, el cineasta Ivan Cardoso va suggerir que el canviés per l'Ànjo, creat pel productor Péricles Leal i interpretat pel radio-actor Álvaro Aguiar per la sèrie de ràdio As Aventuras do Anjo, transmesa per la Rádio Nacional el 1948. Amb guió de Péricles do Amaral, la sèrie es va emetre durant 17 anys. Poc després, el personatge va ser adaptat a un còmic publicat per Rio Gráfica Editora i il·lustrat per Flavio Colin i Walmir Amaral. la vilana Madame Ming fou inspirada en Madame Dragão, vilana de la tira de diari Terry e os piratas, de Milton Caniff i Sumuru, una altra creació de Sax Rhomer. Aguiar també fou homenatjat, ja que a la pel·lícula Anjo és el propi radioactor. L'octubre de 2015, Lucchetti va publicar una novel·lització del seu guió original per Editora Laços.

## Premis i nominacions
Festival de Brasília 1990
- Guanyador en la categoria de millor edició.

Festival de Gramado 1990
- Guanyadora en les categories de millor música adaptada, millor direcció d'art i millor escenografia.
- Nominada a la categoria de millor pel·lícula.